# Caso Schoklender
O caso Schoklender é a denominação que recebe o parricídio ocorrido na madrugada do 30 de maio de 1981 em Buenos Aires, quando Sergio e Pablo Schoklender assassinaram os seus pais no seu piso do bairro de  Belgrano no que viviam. Este caso foi muito conhecido e comocionou a opinião pública da Argentina.